# Taboun (Cameroun)
Taboun est un village du Cameroun situé dans le département du Mayo-Rey et la région du Nord. Sur le plan administratif, il fait partie de la commune de Tcholliré et, sur le plan coutumier, du lamidat de Rey-Bouba.

## Population
Lors du recensement de 2005, le village comptait 373 habitants.

## Agriculture
Le village a des zones de pâturage, d'élevage et des zones cultivables. La construction d'un magasin de stockage de produits agricoles a été proposée en 2015.

## Santé
Le village dispose d'un centre de santé infirmier (CSI).